# Эстрин, Леонид Самойлович
Леонид (Израиль) Самойлович Эстрин (25 августа 1908, Бобруйск — 1 марта 1972) — советский кинорежиссёр.

## Биография
В 1925—1930 годах работал счетоводом на различных предприятиях Днепропетровской области.
В 1937 году окончил Институт кинематографии в Киеве (режиссёрский факультет).
С 1939 года — режиссёр киностудии им. А. Довженко.
С середины 1960-х годов работал в научно-популярном кино.

## Фильмография
- 1955 — Приключения с пиджаком Тарапуньки (короткометражный)
- 1956 — Главный проспект
- 1958 — Голубая стрела[4]
- 1961 — Годы девичьи
- 1963 — Бухта Елены